# Mare Undarum
Mer des Ondes
Mare Undarum (mer des Ondes, en Latin) est une mare lunaire irrégulière située immédiatement au nord de Mare Spumans, sur la face visible de la lune. Elle est un des nombreux lacs d'altitude du bassin Crisium, entourant Mare Crisium. Son diamètre est d'environ 243 km.
Le matériau du bassin remonte à l'époque du nectarien, tandis que le basalte formant cette mer remonte à l'imbrien supérieur. Les cratères Dubyago et Condorcet P sont visibles au bord de Mare Undarum, respectivement au sud et au nord-est.
L'astronome Mädler observa cette région dans les années 1830 et remarqua des variations de luminosité qu'il attribua a une présence de végétation. Cette hypothèse fut réfutée depuis.